# Moustapha Guèye
Moustapha Guèye surnommé le Tigre de Fass (deuxième du nom, le premier étant son grand-frère Mbaye Guèye), né en 1961, est un champion de lutte sénégalaise aujourd’hui à la retraite. Ce technicien de la lutte  traditionnelle sénégalaise a été aussi un acteur dans deux films.

## Biographie et carrière
Tapha (dimunitif de « Moustapha ») Guèye apprend les rudiments de la lutte sénégalaise dans les « mbapatts » (séances de lutte nocturnes) et dans les ruelles du quartier populaire de Fass (Dakar),. Formé en lutte gréco-romaine, il devient vice-champion d’Afrique de lutte olympique. Devenu membre de l’écurie de lutte de Fass créée en 1979, il prend la relève de son grand-frère Mbaye Guèye, 1er Tigre de Fass et champion de lutte des années 1970-1980. Réputé pour sa forme athlétique et sa bonne technique de lutte, il fait mentir les pronostics des spécialistes qui doutaient de ses capacités.
La carrière professionnelle du Tigre de Fass débute le 13 juillet 1986 face à Doudou Diom qu’il bat. Après avoir livré ses premiers combats, il remporte des victoires sur plusieurs champions comme Ibou Ndafa. Par la suite, Moustapha Guèye s’attaque aux poids lourds. Donné perdant, le 14 octobre 1992, il terrasse Mame Ndieumbane. 
Toutefois, ce palmarès positif est aussi ponctué de quelques défaites. À la fin de sa carrière, il a disputé 43 combats dont 25 victoires, 10 défaites, 7 nuls et un combat sans-verdict. Il a affronté 25 lutteurs différents et accordé 17 revanches à ses adversaires. Il a battu plusieurs records dans l’arène sénégalaise:en plus du nombre de combats disputés, il a réussi à livrer 21 combats en six ans. Avec d’autres champions comme Tyson, il fait partie des artisans du développement de la lutte sénégalaise. Durant sa carrière, il assiste à la montée en puissance de la lutte avec frappe (ajout de techniques de boxe anglaise à la lutte traditionnelle sénégalaise), à la professionnalisation du métier et à l’explosion des cachets versés aux lutteurs. 
Son dernier combat est le 3 mai 2009 contre Balla Gaye 2 et se traduit par une défaite. Atteint par la limite d’âge de 45 ans, Moustapha Guèye organise son jubilé de fin de carrière le 8 août 2010 en passant le flambeau à Gris Bordeaux,,.
Moustapha Guèye anime désormais l’émission L’œil du Tigre consacrée à la lutte sénégalaise sur la Télévision Futurs Médias (TFM).

### 1985/1986
| Année | Jour       | Lutteur         | Écurie | Adversaire   | Écurie adverse | Résultat |
| ----- | ---------- | --------------- | ------ | ------------ | -------------- | -------- |
| 1986  | 13 juillet | Moustapha Gueye | Fass   | Doudou Dioum |                | Victoire |

### 1986/1987
| Année | Jour | Lutteur         | Écurie | Adversaire  | Écurie adverse | Résultat |
| ----- | ---- | --------------- | ------ | ----------- | -------------- | -------- |
| 1987  |      | Moustapha Gueye | Fass   | daouda done |                | victoire |

### 1987/1988
| Année | Jour | Lutteur         | Écurie | Adversaire   | Écurie adverse | Résultat |
| ----- | ---- | --------------- | ------ | ------------ | -------------- | -------- |
| 1988  |      | Moustapha Gueye | Fass   | birame gueye |                | victoire |

### 1989/1990
| Année | Jour | Lutteur         | Écurie | Adversaire   | Écurie adverse | Résultat |
| ----- | ---- | --------------- | ------ | ------------ | -------------- | -------- |
| 1989  |      | Moustapha Gueye | Fass   | docteur faye |                | victoire |

### 1990/1991
| Année | Jour | Lutteur         | Écurie | Adversaire  | Écurie adverse | Résultat |
| ----- | ---- | --------------- | ------ | ----------- | -------------- | -------- |
| 1990  |      | Moustapha Gueye | Fass   | ibou ndaffa |                | victoire |

### 1991/1992
| Année | Jour | Lutteur         | Écurie | Adversaire   | Écurie adverse | Résultat |
| ----- | ---- | --------------- | ------ | ------------ | -------------- | -------- |
| 1991  |      | Moustapha Gueye | Fass   | balla gaye 1 |                | victoire |

### 1993/1994
| Année | Jour | Lutteur         | Écurie | Adversaire    | Écurie adverse | Résultat |
| ----- | ---- | --------------- | ------ | ------------- | -------------- | -------- |
| 1992  |      | Moustapha Gueye | Fass   | alioune diouf |                | victoire |

### Palmarès en lutte olympique
- Médaille d'argent en lutte gréco-romaine dans la catégorie des moins de 90 kg aux Championnats d'Afrique de lutte 1988 à Tunis
- Médaille de bronze en lutte gréco-romaine dans la catégorie des moins de 90 kg aux Jeux africains de 1991 au Caire

## Filmographie
Moustapha Guèye a interprété un rôle de lutteur dans deux longs-métrages.
- L’appel des arènes, de Cheikh A. Ndiaye, en 2005[6].
- Black, de Pierre Laffargue, en 2008[7].